# Мормони
Мормони — послідовники релігійної течії мормонізму, який було започатковано на початку ХІХ ст. проповідником Дж. Смітом.

## Організація
Переважна більшість мормонів є членами Церкви Ісуса Христа Святих Останніх Днів, в той час деяка меншість є членами інших незалежних церков, особливо фундаментальних мормонських організацій. Багато мормонів є членами незалежних мормонських громад. Деякі також називають себе мормонами, але не практикують своє віросповідання.
Після смерті Сміта в 1844 році віруючі пішли за Брігемом Янгом туди, де пізніше утворилася Територія Юта.
Спочатку мормони зобов'язані бути законослухняними громадянами та брати участь у державних справах. Вони вважають юридично необхідним дотримання принципу свободи совісті та віросповідань. Віровчення мормонів включає п'ять головних таїнств: хрещення в 8 років; дарування Святого Духа; рукоположення в чини священства; причастя хлібом і водою; храмові таїнства. Шлюб (запечатання) може бути світським (для земного життя) або вічним (для життя після смерті).Народжуваність у сім'ях цієї віри оцінювалася в 7,6 дитини на середній шлюб у 1820—1845 роках і в 8,2 дитини на середній шлюб у 1846—1880 роках.
У мормонів є свої традиції. По понеділках проводяться сімейні вечори. Раз на тиждень — вечори молоді (для дівчат і юнаків від 12 до 18 років), які включають: громадську працю, благодійність, спортивні ігри, уроки, танці тощо. Раз на місяць — вечір товариства милосердя.
Віруючі дотримуються кодексу здоров'я, який передбачає утримання від вживання алкогольних напоїв, тютюну, кави, зеленого і чорного чаю та інших продуктів і речовин, що викликають звикання. Їхні цінності зазвичай орієнтовані на сім'ю і підтримання тісного зв'язку між поколіннями, а також між близькими та далекими родичами. Практикуючі цієї віри дотримуються суворого закону цнотливості, який вимагає вірності партнеру по гетеросексуальному шлюбу.
Мормони вважають себе християнами, проте вони не належать до протестантського, католицького або православного напрямків, хоча мають подібні моральні, культурні та сімейні цінності. Окремі їхні вірування відрізняються від основних течій християнства. Біблія та інші книги Святого Писання, наприклад Книга Мормона, є для них священними. Ці книги мормони використовують для свідчення про свою віру. Мормони мають власне уявлення про космологію; вони вірять, що всі люди — духовні діти Бога і що для повернення до Бога необхідно слідувати прикладу Ісуса Христа та прийняти Його спокуту через таке таїнство, як хрещення.  
Завдяки високим показникам народжуваності та наверненням до віри чисельність мормонів за останні десятиліття значно зросла. У 1971 році кількість мормонів становила 3 090 953 особи, у 2017 цей показник досяг 15 882 417 осіб у всьому світі.

## Походження терміна

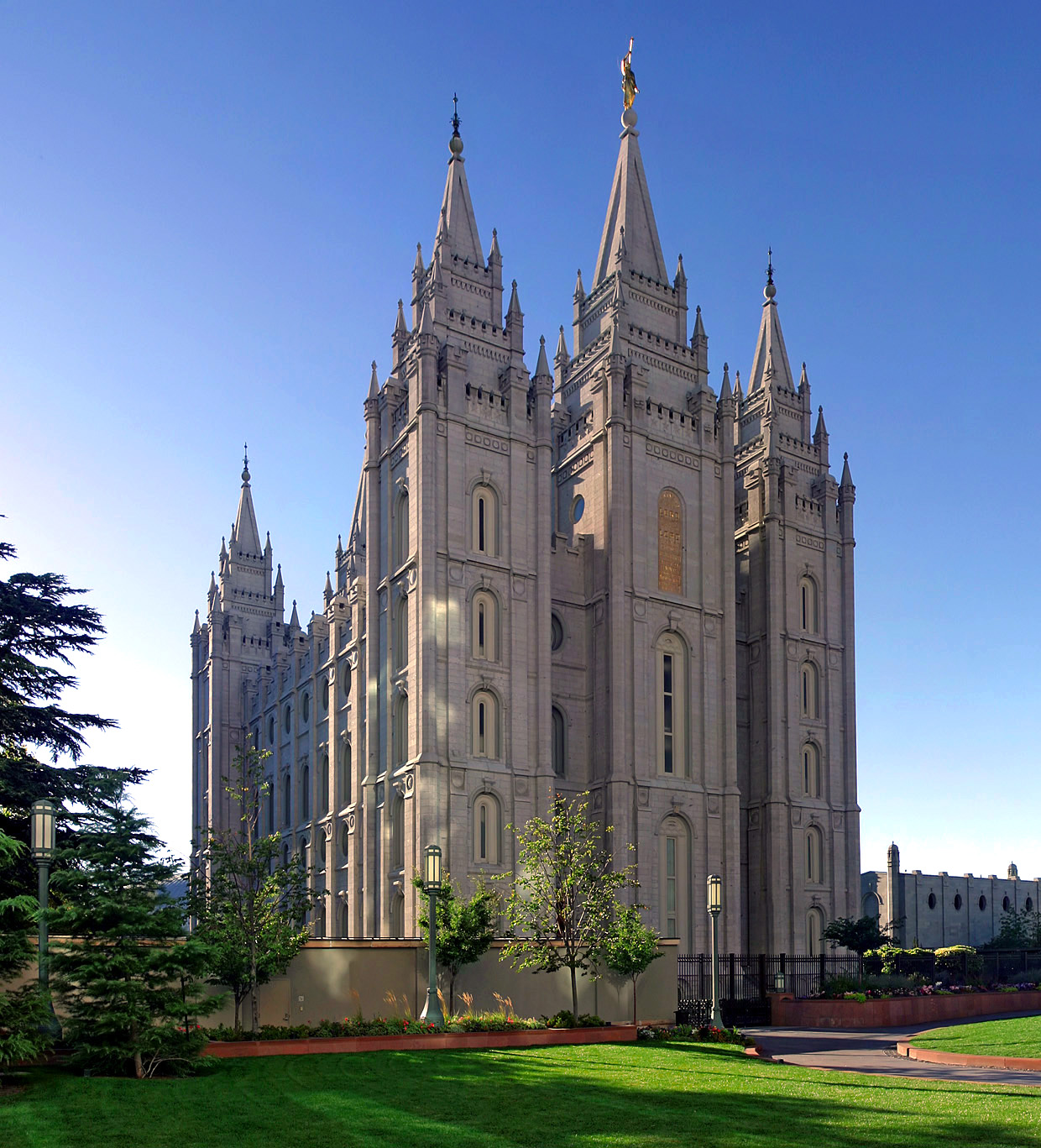
Храм мормонів у Солт-Лейк-Сіті

Термін «мормон» найчастіше пов'язують з членами Церкви Ісуса Христа Святих останніх днів (Церкви СПД). Він запозичений з назви Книги Мормона, священного для мормонів тексту, який, за їхніми віруваннями, є перекладом писань із золотих пластин, переданих Джозефу Сміту-молодшому ангелом. Книга була опублікована в 1830 році. Згідно з текстом, книга була названа на честь Мормона — давнього пророка та історика, який жив у IV ст. н. е. на Американському континенті. Він об'єднав і скоротив літописи своїх попередників. Книга, як вважають мормони, є описом стосунків між Богом і доколумбовими цивілізаціями Америки в період приблизно з 2600 р. до н. е. по 420 р. н. е., складеним пророками та послідовниками Ісуса Христа. У ній також йдеться про вчення Ісуса Христа, яке він виклав особисто під час свого візиту до Америки вже після свого воскресіння.
Згідно з Оксфордським словником англійської мови, один з перших випадків вживання слова «мормон», яке описує віруючих у правдивість Книги Мормона, був зафіксований у 1833 році в газеті Daily Herald, що видавалася в місті Луїсвілл (штат Кентуккі).
Мормони часто асоціюються з багатоженством (або багатошлюбністю), яке було характерною рисою багатьох перших мормонів.

## Сучасність
На початку 20-го століття мормони почали інтегруватися в американське суспільство. У 1929 році Мормонський Табернакальний хор почав щотижня виступати на національному радіо, що стало великим плюсом для громадських зв’язків. Мормони підкреслювали патріотизм і працьовитість, підвищуючи свій соціально-економічний статус — від однієї з найнижчих серед американських релігійних деномінацій до середнього класу.
У 1920-х і 1930-х роках мормони почали емігрувати з Юти, цей процес пришвидшився через Велику депресію, коли мормони шукали роботу деінде. Поширюючись по різних регіонах, церковні лідери створювали програми, щоб зберегти тісну спільноту мормонської культури. Окрім щотижневих богослужінь, мормони почали брати участь у різних програмах, таких як Скаути Америки, організація для молоді, церковні танці, баскетбольні ігри, туристичні поїздки, театральні вистави та релігійні освітні програми для молоді та студентів. Під час Великої депресії церква започаткувала програму соціальної допомоги для бідних членів, яка згодом перетворилася на гуманітарну гілку, що надає допомогу жертвам катастроф.

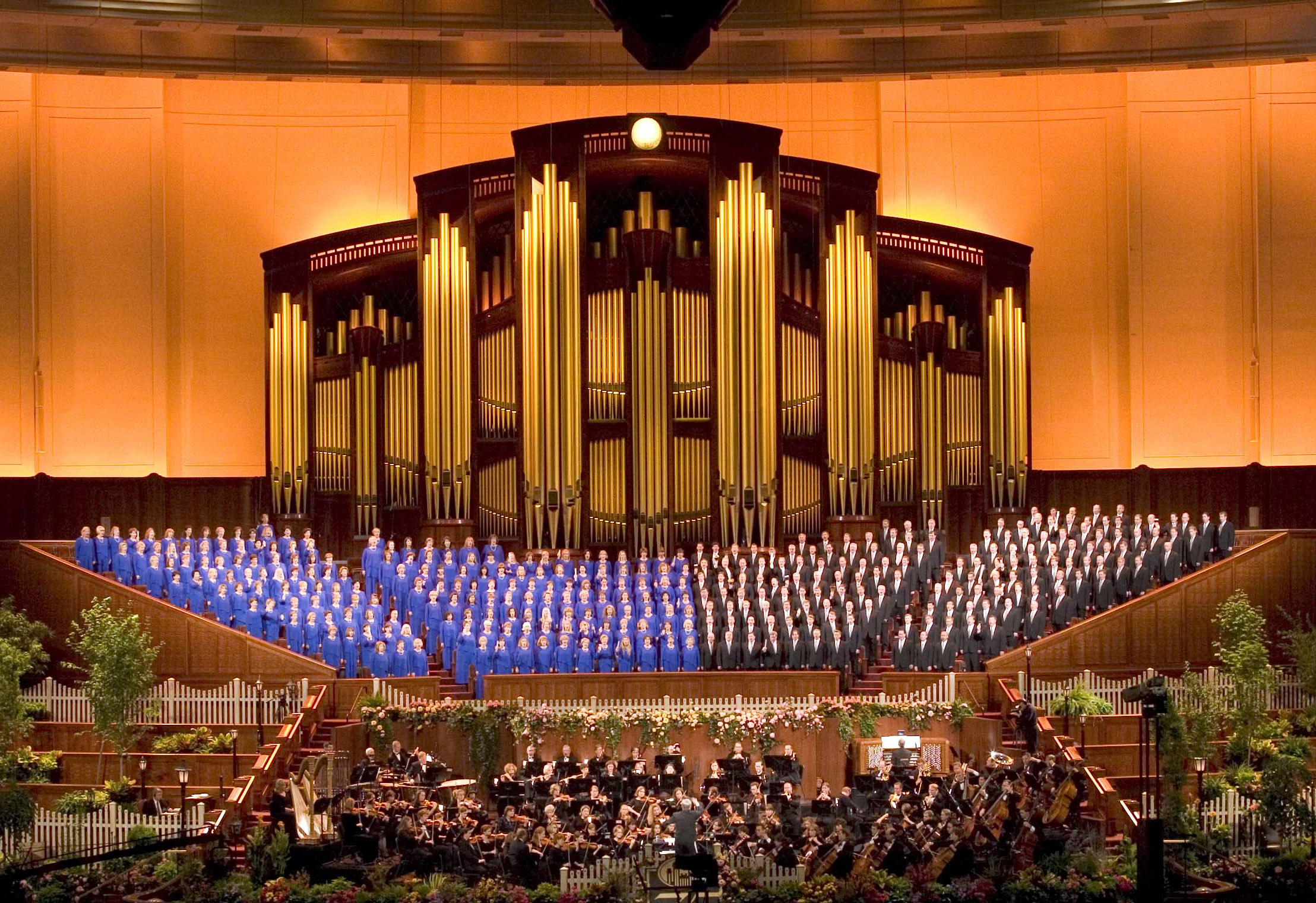
360-членний Табернакальний хор на Храмовій площі

У другій половині 20-го століття в мормонізмі виник рух до більшої консервативності, коли мормони прагнули повернути собі статус "особливого народу". Хоча 1960-ті та 1970-ті роки принесли зміни, такі як Жіночий рух за рівноправність і Рух за громадянські права, мормонські лідери були стурбовані розпадом традиційних цінностей, сексуальною революцією, широким використанням наркотиків, моральним релятивізмом та іншими явищами, які вони вважали згубними для сім’ї. Щоб протистояти цьому, мормони ще більше зосередили увагу на сімейному житті, релігійній освіті та місіонерській роботі, стаючи при цьому більш консервативними. У результаті, сьогодні мормони, ймовірно, менш інтегровані в основне суспільство, ніж у 1960-х роках.

Глобальне розповсюдження членів Церкви Ісуса Христа Святих останніх днів у 2009 році

Хоча темношкірі люди були членами мормонських громад з часів Джозефа Сміта, до 1978 року їхнє членство було невеликим. З 1852 до 1978 року Церква Ісуса Христа Святих останніх днів дотримувалася політики, що забороняла чоловікам африканського походження висвячуватися на священицькі чини. Церква була різко розкритикована за свою політику під час руху за громадянські права, але правило залишалося чинним до скасування у 1978 році, яке частково було викликано питаннями про людей змішаних рас у Бразилії. Загалом мормони зустріли цю зміну з радістю та полегшенням. Після 1978 року кількість темношкірих членів зросла, і в 1997 році налічувалося приблизно 500 000 темношкірих членів церкви (близько 5 відсотків від загальної кількості членів), переважно в Африці, Бразилії та на Карибах. Кількість темношкірих членів продовжує значно зростати, особливо в Західній Африці, де було побудовано два храми. Деякі темношкірі мормони є членами Групи Генезис, організації темношкірих членів, яка існувала ще до заборони на священство і підтримується церквою.
Церква Ісуса Христа Святих останніх днів стрімко зростала після Другої світової війни і стала всесвітньою організацією, коли місіонери були відправлені по всьому світу. Церква подвоювалася в розмірах кожні 15–20 років, і до 1996 року більше мормонів проживало за межами США, ніж всередині. У 2012 році налічувалося близько 14,8 мільйонів мормонів, причому близько 57 відсотків із них жили за межами США. За оцінками, приблизно 4,5 мільйони мормонів – близько 30% від загальної кількості членів – регулярно відвідують служби. Більшість мормонів у США – білі та неіспаномовні (84 відсотки). Більшість мормонів проживають у Північній та Південній Америці, на Південному Тихоокеанському регіоні та в Західній Європі. Глобальний розподіл мормонів нагадує модель контактної дифузії, що радіально поширюється від штаб-квартири організації в штаті Юта. Церква забезпечує загальну доктринальну єдність, а збори на всіх континентах навчають одних і тих самих доктрин. Однак міжнародні мормони часто привносять елементи своєї культури, адаптуючи церковні практики до місцевих звичаїв.
Станом на грудень 2019 року Церква Ісуса Христа Святих останніх днів повідомляла про 16 565 036 членів у всьому світі. У Чилі, Уругваї та кількох районах Південного Тихоокеанського регіону відсоток мормонів вищий, ніж у Сполучених Штатах (близько 2 відсотків). Країни та території Південного Тихого океану, де понад 10 відсотків населення є мормонами, включають Американське Самоа, Острови Кука, Кірибаті, Ніуе, Самоа і Тонга.

### Україна
Кількість мормонів в Україні на 2010 рік - 11 000 членів.
У 2010 році було оголошено про відкриття храму в Софіївській Борщагівці. Площа храму 2 тис квадратних метрів і розташований він на п'яти гектарах землі.
У січні 2022 року Церква Ісуса Христа Святих останніх днів повідомила, що відкликає з України своїх місіонерів.

## Цікаві факти
- Мормони вважають Америку новою «Землею обітованою» (Святою Землею).[33]
- Мормони розуміють Святу Трійцю як організацію Трьох Особистостей під головуванням Батька.
- Перші мормони сповідували багатоженство як релігійний обов'язок, проте зараз це вже не практикується.
- Вчення припускає, що Бог міг бути колись людиною і потім став Богом. I відтак люди, які сповідують їхнє вчення та виконують усі їхні приписи, можуть у майбутньому стати такими, як боги та управляти своїми світами.[34]
- До 70-х років 20 століття мормони не надавали священства чорношкірим.
- Мормони досягли неабиякого фінансового та політичного успіху в Америці. Серед республіканських кандидатів в президенти США у 2012 було двоє мормонів — Джон Гантсман та Мітт Ромні. Останній став переможцем у номінації Республіканської партії. Демократ Гаррі Рід, лідер більшості в Сенаті США з 2007 року, також є мормоном.
- Актор Раян Гослінг - мормон.[35]
- Ден Рейнольдс - соліст рок-гурту «Imagine Dragons» - мормон
- У лютому 2024 року 30-річний термін ув'язнення за знущання над дітьми отримала мормонки - блогерка Рубі Франке, яка вела блог про виховання "8 пасажирів" та її ділова партнерка Джоді Гільдебрандт. Прокурор округу Вашингтон Ерік Кларк заявив: "Це справа про релігійний екстремізм", зазначивши, що знущаннями жінки намагалися заставити дітей покаятися в гріхах[36].